# 유민 (1993년)
유민 (1993년 8월 29일 ~)은 대한민국의 가수이며 2015년부터 2018년까지 걸그룹 멜로디데이의 멤버로 활동했다.

## 학력
- 호원대학교